# 友情杯戦
友情杯戦（ゆうじょうはいせん、友情杯赛）は、中国の囲碁の棋戦。1995年に韓国の囲碁棋士車敏洙がスポンサーとなって創設され、1997年まで3期行われた。
8名のリーグ戦で行われる。第2期以降は、前期の上位2名（第2期は3名）と、全国囲棋個人戦女子部優勝者がシードされる。
優勝賞金は6万元。

## 成績
| 回次 | 年度 | 優勝       | リーグ出場者（2位以下）                                          |
| ---- | ---- | ---------- | ---------------------------------------------------------------- |
| 1    | 1995 | 劉小光 6-1 | 馬暁春（留）、兪斌（留）、芮廼偉、汪見虹、聶衛平、邵煒剛、車沢武 |
| 2    | 1996 | 馬暁春 7-0 | 兪斌（留）、方捷、劉小光、梁偉棠、廖桂永、華学明、阮雲生         |
| 3    | 1997 | 邵煒剛 6-1 | 馬暁春、常昊、兪斌、羅洗河、余平、呉肇毅、黎春華                 |